# Sakari Pehkonen
Lauri Sakari Pehkonen (Helsinki, 30 aprile 1966) è un ex cestista finlandese.

## Carriera
Con la Finlandia ha disputato i Campionati europei del 1995.

## Palmarès

### Squadra
- Campionato finlandese: 6

Helsingin NMKY: 1983-84, 1984-85, 1986-87, 1988-89
ToPo Helsinki: 1997-98
Espoon Honka: 2000-01

### Individuale
- Korisliiga MVP: 1

Helsingin NMKY: 1987-88